# Каллифориды
Каллифори́ды, или падальные мухи, или синие мясные мухи (лат. Calliphoridae), — семейство двукрылых насекомых из подотряда короткоусых (Brachycera). Насчитывают 1525 видов, объединяемых в 97 родов. К этому семейству ранее относили представителей семейства Polleniidae.

## Биология
Имаго мух-каллифорид имеют, как правило, яркую окраску зелёных или синих тонов с металлическим отливом; реже — тёмно-серую с коричневой.
Типично падальными, развивающимися на трупах, являются представители основных родов семейства — зелёных падальных мух (Lucilia) и синих падальных мух (Cynomya, Calliphora). Их самкам для развития яиц требуется значительное количество белка (до 800 мкг). Отыскав падаль (иногда для этого мухе приходится пролететь до 20 км), самки откладывают белые яйца размером 1,5×0,4 мм — по 150—200 яиц за один раз. Всего за жизнь самка может отложить до 2000 яиц. Для того, чтобы личинки вывелись, требуется от 12 часов до 1—2 дней (в зависимости от температуры окружающей среды). Пищеварение у личинок внекишечное — они всасывают пищу, разжиженную своими протеолитическими ферментами.
Личинки падальных мух бывают двух видов: гладкие и «волосатые». Первые — исключительно падальщики; вторые — преимущественно активные хищники, питающиеся гладкими личинками, и появляются на падали позднее первых (например, Chrysomya albiceps).
Личинки проходят три линьки, после чего окукливаются. При комнатной температуре (ок. 30 °C) чёрная падальная муха Phormia regina превращается из яйца в куколку за 6—11 дней. Личинка зарывается в землю, при благоприятной погоде выходя из пупария через 14 дней взрослым насекомым. Поскольку жизненный цикл падальных мух хорошо изучен, их используют в судебно-медицинской экспертизе для определения времени смерти.

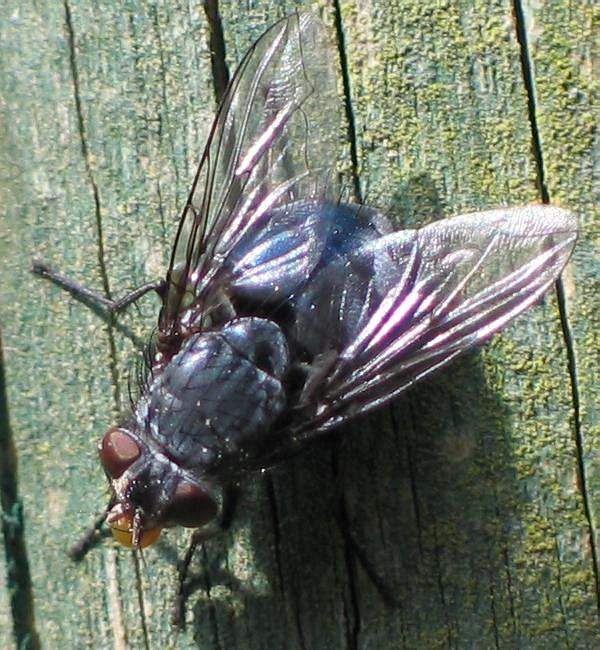
Синяя падальная муха Calliphora sp.

Кроме падали, многие виды падальных мух развиваются на экскрементах людей и животных. Нередки случаи, когда один и тот же вид способен развиваться как на падали, так и в фекалиях. Есть виды, паразитирующие на улитках, живущие в термитниках и муравейниках. Паразитические падальные мухи могут развиваться в некротизированных тканях и вызывать миазы у животных и людей. Так, ущерб, наносимый австралийскому овцеводству мухой Lucilia cuprina, паразитирующей на овцах, оценивается в 170 млн долларов США ежегодно.
Виды рода Lucilia (например, зеленая мясная муха Lucilia sericata, обыкновенная зеленая падальница Lucilia caesar) обычно не летают по ночам: их фасеточным глазам требуется больше света.
Взрослые падальные мухи подчас становятся опылителями цветов, к которым их привлекает сильный запах, похожий на запах гниющего мяса (как у азимины).

## Генетика
Диплоидный набор хромосом у исследованных видов равен 2n=12.

## Медицина
Во время Первой мировой войны было обнаружено неожиданное свойство личинок падальных мух, поселяющихся в гноящихся ранах. Выяснилось, что личинки зелёных падальных мух (Lucilia), синих падальных мух (Calliphora) и др., питаясь разлагающимися тканями ран, не только удаляют эти ткани и мелкие осколки костей, но и своими выделениями препятствуют размножению патогенных бактерий. Кроме того, они выделяют аллантоин — вещество, способствующее заживлению ран. Однако мухи, взятые из природной обстановки, могут занести в раны анаэробную микрофлору. Поэтому для клинического лечения труднозаживающих ран используют выведенные в лабораториях (стерильные, то есть свободные от болезнетворных микроорганизмов) личинки.

## Падальные мухи в литературе
Одна из падальных мух — Cochliomyia hominivorax — описана в бестселлере Мэтью Перла «Дантов клуб».